# Difusão de Maxwell-Stefan

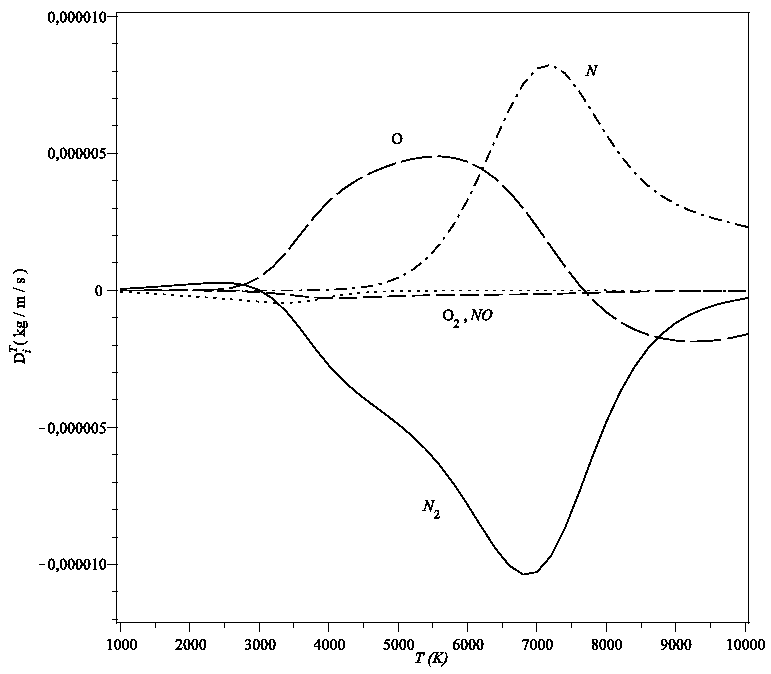
Coeficientes de difusão térmica vs. temperatura, para o ar à pressão normal

A difusão de Maxwell-Stefan (ou difusão de Stefan-Maxwell) é um modelo para descrever a difusão em sistemas multicomponentes. As equações que descrevem esses processos de transporte foram desenvolvidas independentemente e em paralelo por James Clerk Maxwell para gases diluídos e Josef Stefan para líquidos. A equação de Maxwell-Stefan é:
{\displaystyle a_{i}{\frac {\nabla \mu _{i}}{R\,T}}=\nabla \ln a_{i}=\sum _{j=1 \atop j\neq i}^{n}{{\frac {\chi _{j}}{{\mathfrak {D}}_{ij}}}({\vec {v}}_{j}-{\vec {v}}_{i})}=\sum _{j=1 \atop j\neq i}^{n}{{\frac {c_{j}}{c{\mathfrak {D}}_{ij}}}\left({\frac {{\vec {J}}_{j}}{c_{j}}}-{\frac {{\vec {J}}_{i}}{c_{i}}}\right)}}
- ∇: operador diferencial vetorial
- χ: fração molar
- μ: potencial químico
- a: atividade
- i, j: Índices para componentes i e j
- n: Número de componentes
- {\displaystyle {\mathfrak {D}}_{ij}}: coeficiente de difusão de Maxwell–Stefan
- {\displaystyle {\vec {v}}_{i}}: velocidade de difusão do componente i
- {\displaystyle c_{i}}: concentração molar do componente i
- c: Concentração molar total
- {\displaystyle {\vec {J}}_{i}}: fluxo do componente i

A equação assume estado estacionário, isto é, negligencia as derivadas do tempo na velocidade.
A suposição básica da teoria é que um desvio do equilíbrio entre o atrito molecular e as interações termodinâmicas leva ao fluxo de difusão. O atrito molecular entre dois componentes é proporcional à sua diferença de velocidade e suas frações molares. No caso mais simples, o gradiente de potencial químico é a força motriz da difusão. Para sistemas complexos, como soluções eletrolíticas e outros controladores, como um gradiente de pressão, a equação deve ser expandida para incluir termos adicionais para interações.
Uma grande desvantagem da teoria de Maxwell-Stefan é que os coeficientes de difusão, com exceção da difusão de gases diluídos, não correspondem aos coeficientes de difusão de Fick e, portanto, não são tabulados. Somente os coeficientes de difusão para o caso binário e ternário podem ser determinados com esforço razoável. Em um sistema multicomponente, existe um conjunto de fórmulas aproximadas para prever o coeficiente de difusão de Maxwell-Stefan.
A teoria de Maxwell-Stefan é mais abrangente do que a teoria de difusão "clássica" de Fick, pois a primeira não exclui a possibilidade de coeficientes de difusão negativos. É possível derivar a teoria de Fick da teoria de Maxwell-Stefan.